# Хоси Сато
Хоси Сато (в некоторых переводах — Хоши Сато) — персонаж научно-фантастического телевизионного сериала «Звёздный путь: Энтерпрайз», офицер связи звездолёта «Энтерпрайз». Её роль исполнила актриса Линда Пак.

## Основные сведения
Были намёки на то, что Сато испытывала симпатию к своему коллеге, Тревису Мейвизеру, но их отношения так и не были развиты. Возможно, она также была близка капитану Джонатану Арчеру и возможно, что они знали друг друга ещё до её назначения на «Энтерпрайз», хотя природа их отношений не совсем ясна.
В эпизодах про Сато было рассказано немного. Известно, что Хоси испытывала некоторый страх перед долговременными космическими полётами и также страдала небольшой клаустрофобией, из-за чего первые миссии на «Энтерпрайзе» в которых нужно было облачаться в скафандр, давались ей очень трудно. В одиннадцатом эпизоде четвёртого сезона — «Эффект Обозрения», Хоси рассказала коммандеру Такеру, что её выгнали из Звёздного училища за то, что она, якобы вопреки правилам порядка училища, организовала игру в покер на деньги с несколькими новичками и сломала руку своему командующему офицеру, (Сато защитила чёрный пояс по айкидо) когда тот попытался прекратить игру. Но как пояснила сама Хоси, игры на деньги были строго запрещены в период несения службы, а игра происходила в выходной день и по её мнению коммандер просто обиделся, что его не пригласили. Но позже, по причине того, что Звёздный флот остро нуждался в квалифицированных лингвистах, наказание было отменено и Хоси была снова восстановлена в Звёздном училище, с испытательным сроком в 2 месяца.
До её назначения на «Энтерпрайз», Сато преподавала лингвистику в Бразилии и не совсем ясно, была ли она на тот момент офицером Звёздного Флота или же она была
восстановлена в звании для того, чтобы служить под командованием капитана Арчера. Опять же, в
эпизоде «Эффект Обозрения» она сожалела о том, что перед отлётом не успела попрощаться со своими студентами.
В заключительном эпизоде, «Эти путешествия» … стало ясно, что Сато осталась служить у
капитана Арчера в качестве офицера связи до тех пор, пока он был капитаном, а после
списания корабля она планировала вернуться в Бразилию, чтобы продолжить преподавание лингвистики.
Заключительный эпизод также показал, что после десяти лет службы на «Энтерпрайзе», Сато
продолжала носить знаки отличия энсина. Причины для подобного отсутствия повышения по
службе (или, возможного понижения в ходе службы) не были показаны, хотя для офицера
вполне возможно много лет оставаться в одном звании и не получать повышения
(примерами могут служить Уильям Райкер и Павел Чехов, которые за довольно долгое время несения службы оставались в звании коммандер и не были повышены до капитана или Гарри Ким, который носил звание энсина весь семилетний полёт «Вояджера»). В базе данных
«Дефаинта» было показано, что Сато однажды была повышена до звания
лейтенанта-коммандера Звёздного Флота.

## Имя
Фамилия «Сато» по звучанию характерна для каждого выходца из Восточной Азии и является самой распространённой фамилией в Японии. В переводе с японского «Хоси» означает «Звезда»

## Биография
Согласно базе данных, на борту «Дефаинта» в эпизоде «В Зеркале
Тёмном», Хоси родилась в Киото, Япония. Также, она вышла замуж за человека по имени
Такаси Кимура и покинула Звёздный Флот в звании лейтенанта-коммандера. Хоси и её муж
умерли в 2246 году, когда колония, на которой они жили, Тарсус IV, была поражена
голодом, и Губернатор Кодос приказал умертвить половину жителей населявших колонию. Хоси и её
муж были среди этих несчастных.
Примечание: автором эпизода является Майк Сассман, который подтвердил на TrekBBS, что
информация о дальнейшей жизни Сато не обязательно каноничная, так как она не была
показана непосредственно в сериале.

## Зеркальная Вселенная
«Зеркальная Сато» была в звании лейтенанта-коммандера (в отличие от «Основной Хоси»,
которая была в звании энсина). Помимо того, что она была офицером связи,
«Зеркальная Сато» также была пассией капитана «Энтерпрайза» Максимилиана Форреста, потом пассией Коммандера Арчера. После того, как Коммандер
Арчер и команда захватили «Дефаинт», чтобы использовать его для подавления Восстания против Терранской Империи (зеркальная противоположность Объединённой Федерации планет, где люди захватив технологии вулканцев смогли захватить и поработить множество рас и основать Империю Терры (англ. Terran Empire )), но Сато отравила его и взяла на себя командование кораблём, а её новой пассией стал Тревис Мейвизер.
По прибытии на Терру Прайм (название Земли в Зеркальной Вселенной) Сато потребовала низложения Императора и объявила себя Императрицей Терранской Империи (неизвестно, преуспела ли она в этом, но если взять в расчёт технологически
превосходящий звездолёт Федерации середины XXIII столетия, её успех был вполне возможен).

## Ключевые эпизоды
Эпизоды, в которых был раскрыт персонаж Хоси Сато или в которых она играла ключевую роль:
- «Разорванный круг» — представление её персонажа, назначение на «Энтерпрайз».
- «Бежать или Сражаться» — описание её страха на инопланетном корабле, экипаж которого

был убит.
- «Точка Исчезновения» — её первое использование транспортёра.
- «Изгнанник» — остаётся на неизвестной планете, чтобы изучить информацию и больше

узнать о зинди.
- «Совет» — была императивным персонажем в общении с зинди.
- «Обратный Отсчёт» — была похищена рептилоидами-зинди и подвержена промывке мозгa,

чтобы расшифровать код активации оружия по уничтожению Земли.
- «Эффект Обозрения» — была избрана органианцами для исследований по заражению объекта

силиконовым вирусом.